# Liste der Monuments historiques in Grundviller
Die Liste der Monuments historiques in Grundviller führt die Monuments historiques in der französischen Gemeinde Grundviller auf.

## Liste der Bauwerke
| Bezeichnung       | Beschreibung                                 | Standort                 | Kennzeichnung | Schutzstatus | Datum | Bild |
| ----------------- | -------------------------------------------- | ------------------------ | ------------- | ------------ | ----- | ---- |
| Kreuzigungsgruppe | aus dem dritten Viertel des 17. Jahrhunderts | Impasse des Roses (Lage) | PA00106775    | Classé       | 1989  |      |

## Liste der Objekte
| Bezeichnung                   | Beschreibung                                        | Standort                      | Kennzeichnung | Schutzstatus | Datum | Bild |
| ----------------------------- | --------------------------------------------------- | ----------------------------- | ------------- | ------------ | ----- | ---- |
| Statuenreliquiar Heilige Anna | Holz, farbig gefasst und vergoldet, 18. Jahrhundert | in der Kirche Ste-Anne (Lage) | PM57001014    | Inscrit      | 1979  |      |
| 20 Kirchenbänke               | Eichenholz, 1773                                    | in der Kirche Ste-Anne (Lage) | PM57000785    | Inscrit      | 1975  |      |